# Scheitelkamm
Als Scheitelkamm (Crista sagittalis) bezeichnet man in der Anatomie eine median gelegene Knochenleiste, die vom Schädeldach empor ragt und sich meist vom Hinterhauptbein bis ins Stirnbein hinein – das heißt entlang des Scheitels bzw. der Pfeilnaht – ausdehnt. Über einen Scheitelkamm verfügen insbesondere viele Säugetiere und Reptilien.
Der Scheitelkamm der Säugetiere dient vor allem als oberer Ansatzpunkt und Widerlager für die Kaumuskulatur und bleibt daher beim lebenden Tier zwischen diesen Muskeln weitgehend verborgen; demzufolge fallen Scheitelkämme oft erst beim skelettierten Präparat als markantes Merkmal auf. Bei Fossilien gelten Scheitelkämme regelmäßig als Anzeichen für besonders stark ausgeprägte Kauwerkzeuge und erlauben – zusammen mit anderen anatomischen Merkmalen speziell des Gebisses – Rückschlüsse auf die Nahrungsaufnahme.
Besonders ausgeprägt ist der Scheitelkamm beispielsweise beim Flachlandtapir, beim Gorilla und bei den Arten der fossilen Hominiden-Gattung Paranthropus. 

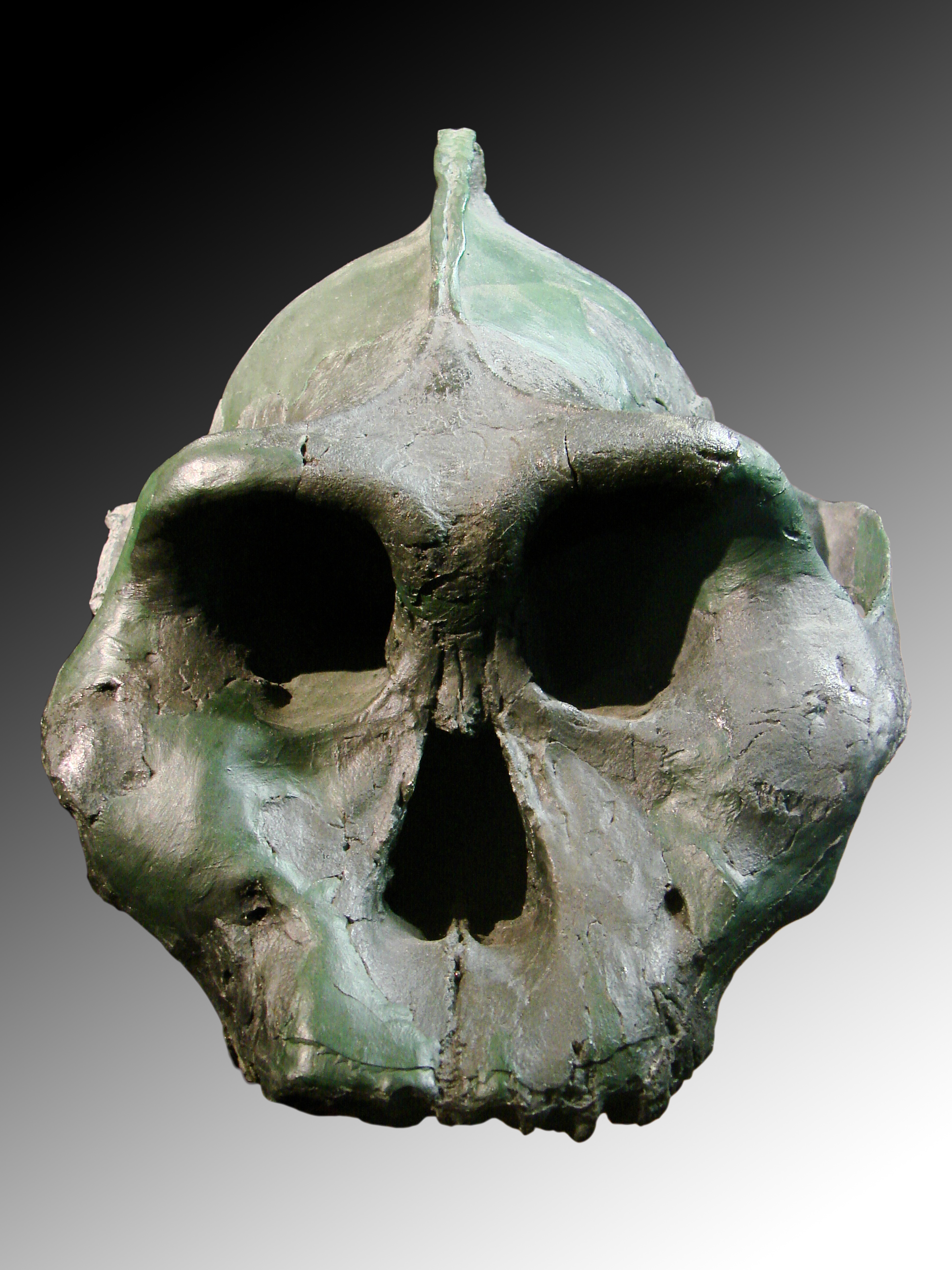
Scheitelkamm bei Paranthropus aethiopicus
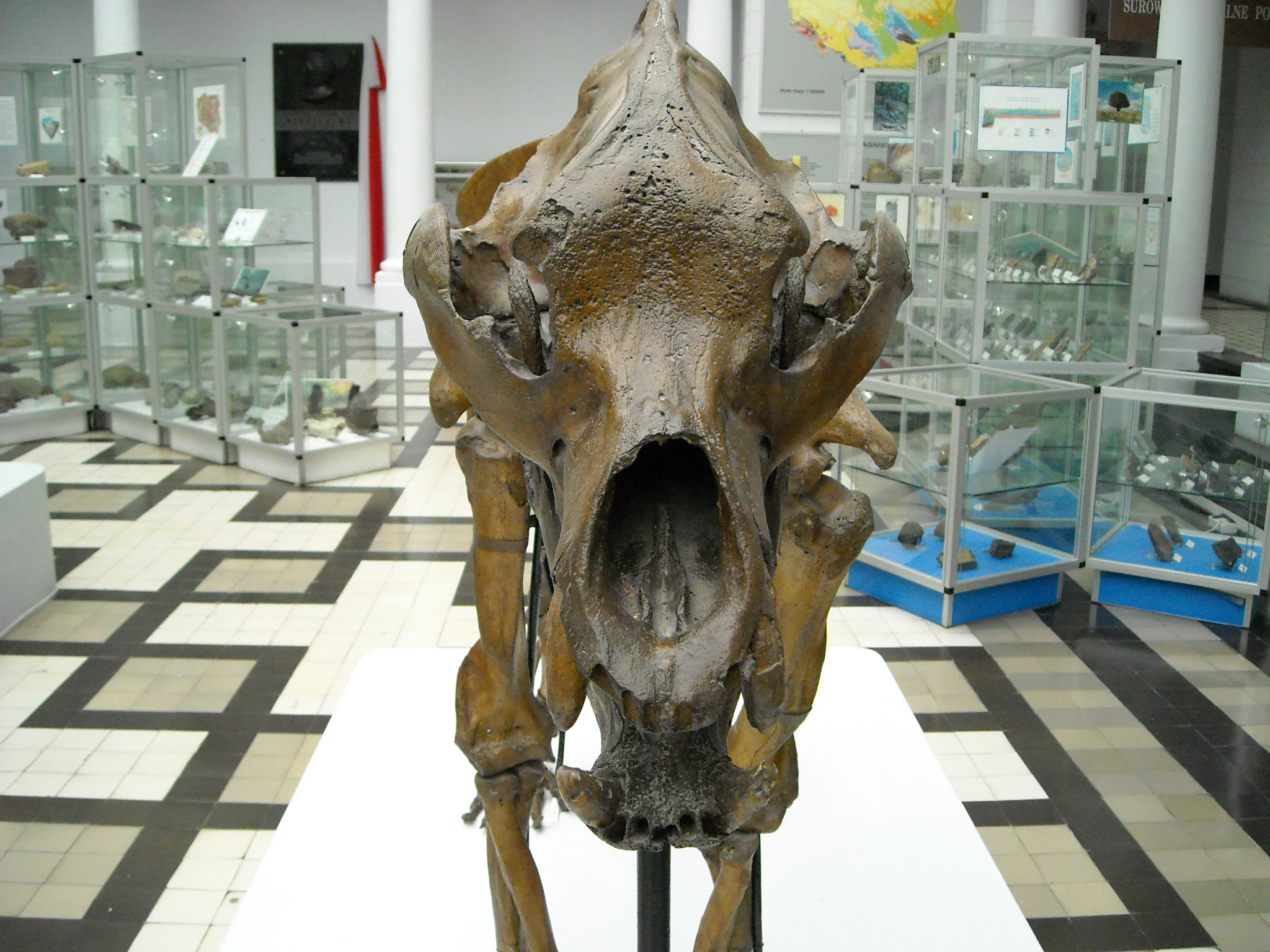
Scheitelkamm beim Höhlenbär
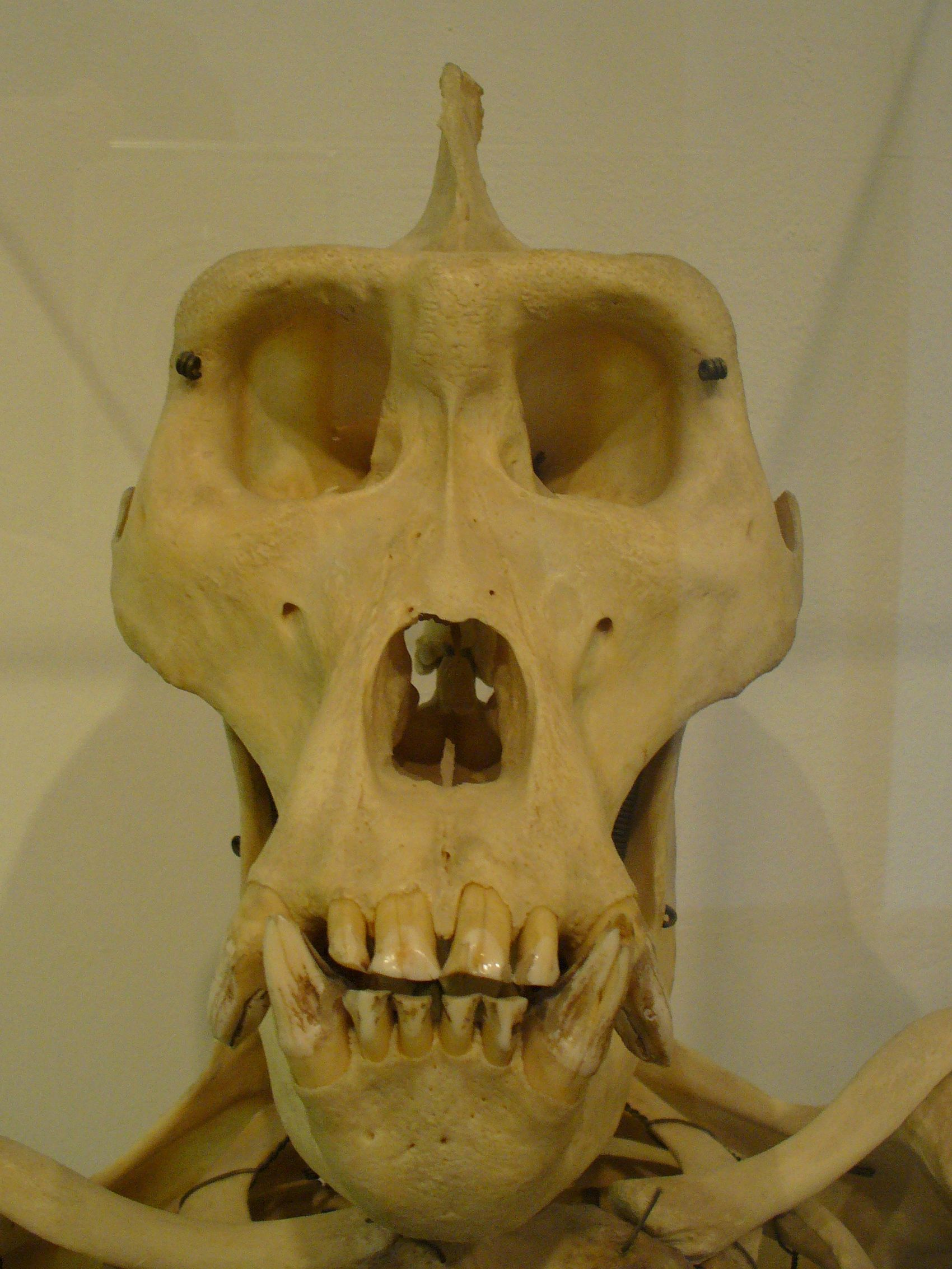
Scheitelkamm beim Gorilla
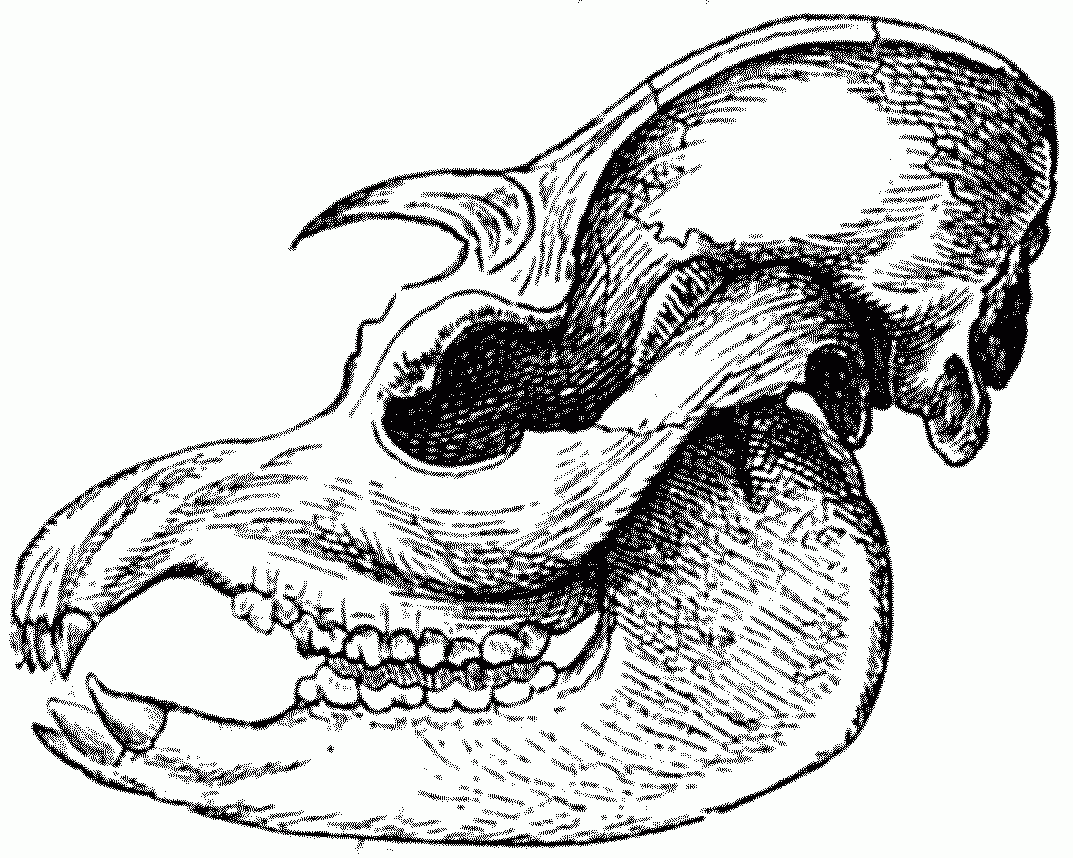
Scheitelkamm beim Tapir
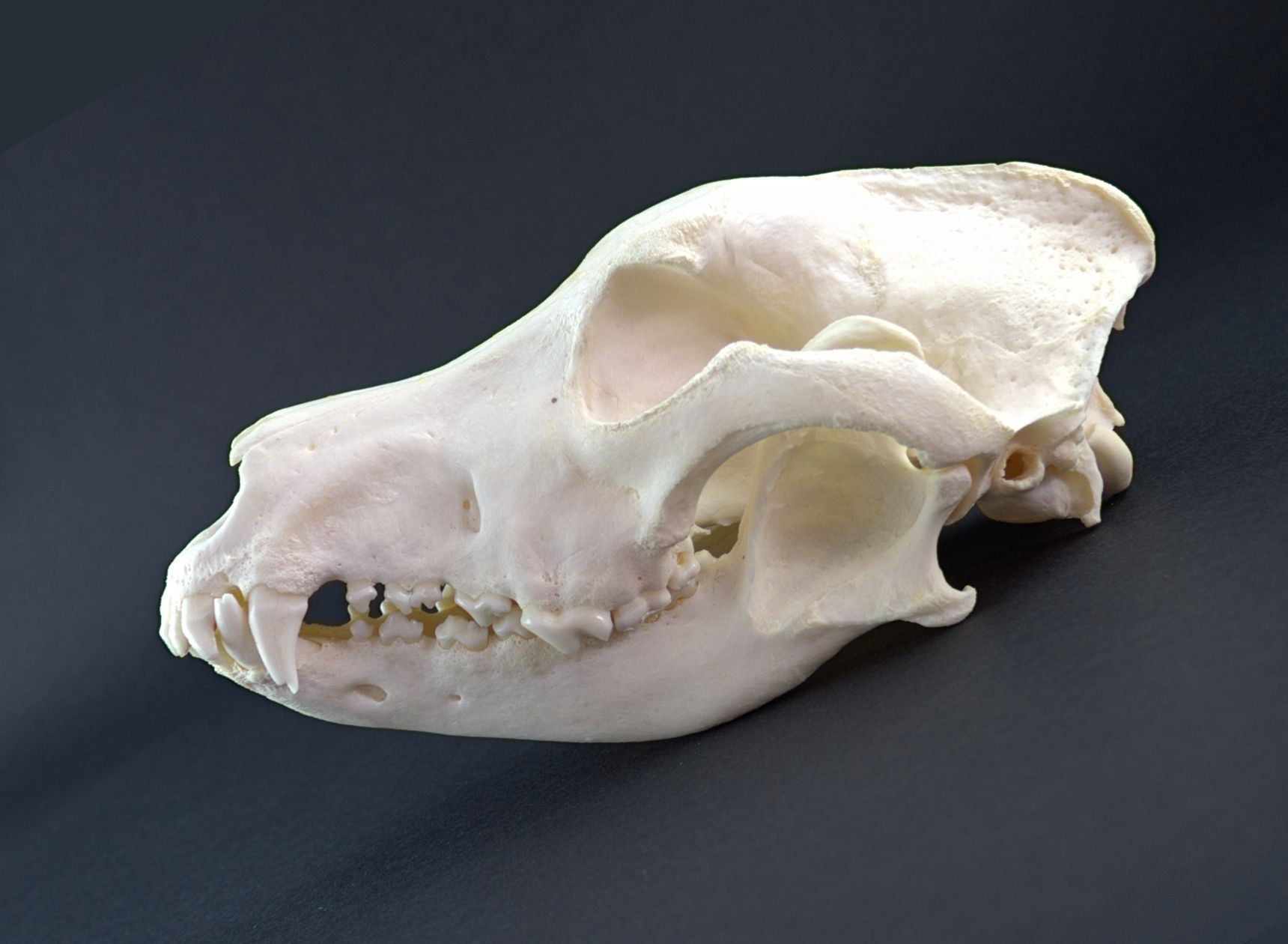
Scheitelkamm beim Hund